# Vida Péter
Vida Péter (Miskolc, 1973. április 19. –) Jászai Mari-díjas és Karinthy-gyűrűs magyar színművész, humorista.

## Életpályája
Középiskolai tanulmányait 1987 és 1991 között a miskolci Herman Ottó Gimnáziumban végezte, majd 1991–1992-ben a TÉRSZÍNHÁZ tagja volt, végül 1992 és 1996 között a Színház- és Filmművészeti Egyetem hallgatója. (Osztályvezető tanára Kerényi Imre volt.)
Szakmai gyakorlatát 1995–1996-ban a budapesti Katona József Színház-ban töltötte, 1996-tól 1998-ig a Miskolci Nemzeti Színházban, 1998 és 2002 között a szolnoki Szigligeti Színházban, 2002 és 2008 között a budapesti Nemzeti Színháznál, 2008 és 2012 között újra a Miskolci Nemzeti Színházban játszott. 2012-től a budapesti Thália Színház társulatának tagja.
Számos rádiójáték szereplője, rendezője, a Rádiókabaré állandó közreműködője, konferansziéja.
2015 óta a Fábry című műsor narrátora, 2016-tól 2019-ig a Balatoni Nyár c. magazinműsor műsorvezetője.
Gyermekei, Vida Sára és Vida Bálint, rendszeresen szerepelnek színházban.

## Filmszerepei
- Komédia egy bankrablásról
- Brigádnapló (2024)
- Ecc-pecc (2021)
- Jóban Rosszban (2021)
- Pappa Pia (2017)
- Tóth János (2017)
- Munkaügyek (2014)
- A tanú- egy gátőr viszontagságai (2014)
- Fapad (2014–2015)
- Kincsem (2014)
- Hacktion: Újratöltve (2013)
- Starfactory- Vége a bulinak (2012)
- A humor forrása (2002)
- Bombaüzlet?! (2011)
- Barátok közt (2009, 2015)
- Egyensúlyteremtők (2005)
- Noé bárkája (2006)
- Hold és csillagok (2005)
- A szörnyek ebédje (2004)
- Sorstalanság (2004)
- Bruti-show (1996–2001)
- Magyarok az űrben (1993)
- Hercehurca (1991)

## Színpadi szerepei
A Színházi adattárban regisztrált bemutatóinak száma: 103.
- Sztárcsinálók
- A bunda
- A humor forrása
- A férfiagy- avagy nincs itt valami ellentmondás?
- A Hattyú
- A hétfejű tündér
- A holdbeli csónakos
- A hőstenor
- A humor forrása
- A két Hunyadi
- A főnök meg én meg a főnök
- A mosoly országa
- A pesti szín
- A Senák
- A szomszédnéni odaát van
- A víg özvegy
- A vihar
- Ahogy tetszik
- Alul semmi
- Amadeus
- Állami áruház
- Anyám, a nyolcadik kerület!
- Az élet álom
- Az úr vadászni jár
- Balkán kobra
- Bombaüzlet?!
- Boeing,Boeing - leszállás Párizsban
- (Stephen Sondheim: Félúton a fórum felé)
- Hétköznapi őrületek
- Humoristák szövetsége
- Bolha a fülbe
- Botrány az operában
- Buborékok
- Bunbury
- Candide
- Charley nénje
- Csárdáskirálynő
- Csináljunk egy heccet!
- Csoda korban élünk
- Denevér
- Dundo Maroje
- Ecc-pecc, kimehetsz
- Egerek
- Egy bolond százat csinál
- Farsang
- Gombóc Artúr, a nagy utazó
- Gömböc Úr, avagy a Kelet-Európai bővítés
- Györgyike, drága gyermek
- Hajmeresztő
- Hegedűs a háztetőn
- Hello, Dolly!
- Hermelin
- Hotel Menthol
- Hyppolit, a lakáj
- Ibusár
- Isten, császár, paraszt
- III.Richárd
- Kincsem
- Kakuk Marci
- Kasimir és Karoline
- Kaviár és lencse
- Ködfátyolkép
- La Mancha lovagja
- Lear király
- Legyen férfi, Monsigneur Pignon!
- Legyetek jók, ha tudtok!
- Levelek a frontról
- Lili bárónő
- Liliom
- Liliomfi
- Mária evangáliuma
- Marica grófnő
- Maguk akarták - nem kívánságműsor
- Mágnás Miska
- MESEautó
- Micimackó
- Naftalin
- Osztrigás Mici
- Őrült nők ketrece
- Pedrollo
- Pedrollo visszavág
- Pince Cabaret
- Pletykák
- Potyautas
- Premierajándék
- Rozsdalovag és a kísértet
- Rövid a póráz
- Svejk vagyok
- Sok hűhó semmiért
- Szentivánéji álom
- Szerelem
- Szomorú vasárnap
- Starfactory
- Tingli-Tangli - 101 éves a magyar kabaré
- Tizenkét dühös ember
- Tisztújítás
- Üvöltő szelek
- Vesztegzár a Grand Hotelben
- Viktória

## Szinkronszerepei
Az Internetes Szinkron Adatbázis szerinti szinkronjainak száma: 294
- Akit lőttek már orrba
- Csillagközi szökevények
- Fecsegő tipegők
- Hank Zipzer
- Idegborzolók
- Rio 2.
- Zombik szigete
- A házasság buktatói: Can Derin – Fatih Gülnar
- Szabotőr (Saboteur) [1942] – r.: Alfred Hitchcock 1. magyar változat (szinkron) [2009-ben Film-Sound Studio](további magyar hang)
- Hat nő és a gyilkos (Sei donne per l'assassino) [1964] – r.: Mario Bava1. magyar változat (szinkron) [2013-ban Balog Mix Stúdió]
- Marco – Massimo Righi Zebra kutatóbázis (Ice Station Zebra) [1968] – r.: John Sturges1. magyar változat (szinkron) [Masterfilm (Digital) Kft.]
- Russell Walker hadnagy – Tony Bill Verseny a lejtőn (Downhill Racer) [1969] – r.: Michael Ritchie 2. magyar változat (további magyar hang)
- Őrültek aranya (Acapulco Gold) [1976] – r.: Burt Brinckerhoff 1. magyar változat (szinkron) [Mikroszinkron](további magyar hang)
- Állatolimpia (Animalympics) [1980] – r.: Steven Lisberger 2. magyar változat (szinkron) [2007-ben Syncton Stúdió](további magyar hang)
- A bűntény (La crime) [1983] – r.: Philippe Labro 1. magyar változat (szinkron) [2015-ben Mafilm Audio Kft.](további magyar hang)
- Az élet kész regény (La vie est un roman) [1983] – r.: Alain Resnais 2. magyar változat (szinkron) [2016-ban Mafilm Audio Kft.]
- Bertin – Michel Muller Hőhullám (The Mean Season) [1985] – r.: Phillip Borsos 1. magyar változat (szinkron) [Mikroszinkron](további magyar hang)
- Rambo II. (Rambo: First Blood Part II) [1985] – r.: George P. Cosmatos 1. magyar változat (szinkron) [Mikroszinkron](további magyar hang)
- Vásott szülők (Parenthood) [1989] – r.: Ron Howard 2. magyar változat (szinkron) [2010-ben SDI Media Hungary] Nathan Huffner – Rick Moranis
- Muppeték karácsonyi éneke (The Muppet Christmas Carol) [1992] – r.: Brian Henson2. magyar változat (szinkron) [2016-ban SDI Media Hungary] Topi maci / Topihaj (hangja) – Frank Oz
- Jonathan, a dakoták fia (Jonathan degli orsi) [1993] – r.: Enzo G. Castellari 1. magyar változat (szinkron) [Masterfilm (Digital) Kft.] Zenész – Clive Riche
- Tökéletes célpont (Hard Target) [1993] – r.: John Woo 2. magyar változat (szinkron) [SDI Media Hungary] Pik van Cleef – Arnold Vosloo
- Volt egyszer egy zsaru (Chao ji ji hua) [1993] – r.: Stanley Tong 1. magyar változat (szinkron) [1995-ben Masterfilm (Digital) Kft.] Alan Wong – Siu-Wong Fan
- György király (The Madness of King George) [1994] – r.: Nicholas Hytner1. magyar változat (szinkron) [Filmhatár Kft.](további magyar hang)
- Tökéletes bizonyíték[forrás?] (Justice in a Small Town) [1994] – r.: Jan Egleson1. magyar változat (szinkron) [Masterfilm (Digital) Kft.](további magyar hang)
- A 99-es alakulat (The Tuskegee Airmen) [1995] – r.: Robert Markowitz1. magyar változat (szinkron) [Masterfilm (Digital) Kft.] Billy Roberts – Cuba Gooding, Jr.
- A bizalom ára (The Shooter) [1995] – r.: Ted Kotcheff1. magyar változat (szinkron) [1995-ben Masterfilm (Digital) Kft.](további magyar hang)
- Hawaii álom (Under the Hula Moon) [1995] – r.: Jeff Celentano 1. magyar változat (szinkron) [Filmhatár Kft.](további magyar hang)
- Szerencsevadászok (Da mao xian jia) [1995] – r.: Ringo Lam1. magyar változat (szinkron) [Masterfilm (Digital) Kft.](további magyar hang)
- Ártatlan álom (The Innocent Sleep) [1996] – r.: Scott Michell1. magyar változat (szinkron) [Filmhatár Kft.](további magyar hang)
- Az erdő harcosa (Forest Warrior) [1996] – r.: Aaron Norris1. magyar változat (szinkron) [Masterfilm (Digital) Kft.] Mark Lelert – Dennis Paladino
- Gyilkos félelem (Living in Fear) [2001] – r.: Martin Kitrosser1. magyar változat (szinkron) [Balog Mix Stúdió] Art Sinnar – Daniel Quinn
- Mulholland Drive – A sötétség útja (Mulholland Dr.) [2001] – r.: David Lynch2. magyar változat (szinkron) [2015-ben Masterfilm (Digital) Kft.] Cowboy – Monty Montgomery
- De-Lovely – Ragyogó évek (De-Lovely) [2004] – r.: Irwin Winkler2. magyar változat (szinkron) [2015-ben Masterfilm (Digital) Kft.] Monty Woolley – Allan Corduner
- Reggeli a Plútón (Breakfast on Pluto) [2005] – r.: Neil Jordan1. magyar változat (szinkron) [2007-ben Film-Sound Studio](további magyar hang)
- Románc és cigaretta (Romance & Cigarettes) [2005] – r.: John Turturro1. magyar változat (szinkron) [Mikroszinkron] Fryburg – Bobby Cannavale
- Egy férfi naplója (Man About Town) [2006] – r.: Mike Binder1. magyar változat (szinkron) [Mikroszinkron] Jimmy Dooley – Samuel Ball
- Több, mint sport (We Are Marshall) [2006] – r.: McG1. magyar változat (szinkron) [Mafilm Audio Kft.] Ernie Salvatore – Mark Oliver
- Zűrös páros (L'Entente cordiale) [2006] – r.: Vincent De Brus1. magyar változat (szinkron) [2007-ben Syncton Stúdió] Elliot de Saint-Hilaire – François Morel
- Bíbor violák (Purple Violets) [2007] – r.: Edward Burns1. magyar változat (szinkron) [Labor Film Szinkronstúdió] Chazz Coleman – Donal Logue
- A Hold és a csillagok (The Moon and the Stars) [2007] – r.: John Irvin 1. magyar változat (szinkron) [HBO] Funaro --- (saját hangján szólal meg)
- A legrosszabb nap (He Was a Quiet Man) [2007] – r.: Frank A. Cappello 1. magyar változat Aranyhal (hangja) – John Gulager
- Dr. Dolittle: Apja lánya (Dr. Dolittle: Tail to the Chief) [2008] – r.: Craig Shapiro1. magyar változat Hangyász (hangja) – Ben Diskin
- A szivárványvarázsló (The Rainbowmaker) [2008] – r.: Nana Dzhordzhadze 1. magyar változat (szinkron) [Balog Mix Stúdió](további magyar hang)
- Archer – I/1. rész (Archer: Mole Hunt) [2009] – r.: Adam Reed1. magyar változat (szinkron) [Balog Mix Stúdió] Mosodás (hangja)
- Dr. Dolittle: Millió dolláros szőrmókok (Dr. Dolittle: Million Dollar Mutts) [2009] – r.: Alex Zamm 1. magyar változat (szinkron) [SDI Media Hungary] Rocco (hangja) – Jeff Bennett
- Az eljövendő férfi (L'uomo che verrà) [2009] – r.: Giorgio Diritti 1. magyar változat (szinkron) [SDI Media Hungary](további magyar hang)
- Halál a mélyből (Tod aus der Tiefe) [2009] – r.: Hans Horn1. magyar változat (szinkron)(további magyar hang)
- Utazás a halhatatlanság felé (The Immortal Voyage of Captain Drake) [2009] – r.: David Flores 2. magyar változat (szinkron) [2016-ban Masterfilm (Digital) Kft.] Sayif – Valentin Ganev
- Victor (Victor) [2009] – r.: Thomas Gilou 1. magyar változat (szinkron) [SDI Media Hungary](további magyar hang)
- Pokolba a rusnyákkal! (Que se mueran los feos) [2010] – r.: Nacho G. Velilla 1. magyar változat (szinkron) [SDI Media Hungary] Javier – Lluís Villanueva -
- Bűn és kéjvágy (Koi no tsumi) [2011] – r.: Sion Sono 1. magyar változat (szinkron) [SDI Media Hungary](további magyar hang)
- Felültetve (Setup) [2011] – r.: Mike Gunther 1. magyar változat (szinkron) [2012-ben Mikroszinkron](további magyar hang)
- Senki sem ítélkezhet felettem (Nessuno mi può giudicare) [2011] – r.: Massimiliano Bruno 2. magyar változat (szinkron) [Masterfilm (Digital) Kft.] Aziz – Hassani Shapi
- Verdák 2. (Cars 2) [2011] – r.: John Lasseter, Brad Lewis 1. magyar változat (szinkron) [2011-ben SDI Media Hungary] DeFecto (hangja) – Peter Jacobson
- Veszélyes iramban (Born to Race) [2011] – r.: Alex Ranarivelo 1. magyar változat (szinkron) Mr. Briggs – Erik King
- Börtönregény (Get the Gringo) [2012] – r.: Adrian Grunberg 1. magyar változat (szinkron) [Pannonia Sound System Kft.] Carnal – Roberto Sosa
- Kék, mint a jazz (Blue Like Jazz) [2012] – r.: Steve Taylor 1. magyar változat (szinkron) [SDI Media Hungary] Kisbíró – Barak Hardley
- Tökös csávó (Bad Ass) [2012] – r.: Craig Moss 1. magyar változat (szinkron) [SDI Media Hungary](további magyar hang)
- Szulejmán – Şeker Ağa
- Az utolsó mágnás (Da Shang Hai) [2012] – r.: Jing Wong 1. magyar változat (szinkron) [2014-ben Masterfilm (Digital) Kft.](további magyar hang)
- Vasárnapi apukák (Les papas du dimanche) [2012] – r.: Louis Becker1. magyar változat (szinkron) [SDI Media Hungary](további magyar hang)
- Az acélember (Man of Steel) [2013] – r.: Zack Snyder 1. magyar változat (szinkron) [2013-ban Mafilm Audio Kft.] Tor-An – Richard Cetrone
- Botrányfilm (Movie 43) [2013] – r.: Elizabeth Banks, Steven Brill, Steve Carr, Rusty Cundieff, James Duffy, Griffin Dunne, Peter Farrelly, Patrik Forsberg, Will Graham, James Gunn, Brett Ratner, Jonathan van Tulleken, Bob Odenkirk 1. magyar változat (szinkron) [2013-ban Pannonia Sound System Kft.] Hamis Robin – Justin Long
- Cápavihar (Sharknado) [2013] – r.: Anthony C. Ferrante 2. magyar változat (szinkron) [SDI Media Hungary](további magyar hang)
- Rosszkor, rossz helyen – I/1. rész (The Wrong Mans) [2013] – r.: Jim Field Smith 1. magyar változat (szinkron) [2017-ben SDI Media Hungary] Len – Jordan Long
- Rosszkor, rossz helyen – I/2. rész (The Wrong Mans: Bad Mans) [2013] – r.: Jim Field Smith1. magyar változat (szinkron) [2017-ben SDI Media Hungary] Len – Jordan Long
- A százéves ember, aki kimászott az ablakon és eltűnt (Hundraåringen som klev ut genom fönstret och försvann) [2013] – r.: Felix Herngren 1. magyar változat (szinkron) [2014-ben Pannonia Sound System Kft.] Popov – Georg Nikoloff
- Visszatérés Óz birodalmába (Legends of Oz: Dorothy's Return) [2013] – r.: Will Finn, Dan St. Pierre1. magyar változat (szinkron) [Mafilm Audio Kft.] (további magyar hang)
- "Csináld magad" szuperpasi (How to Build a Better Boy) [2014] – r.: Paul Hoen1. magyar változat (szinkron) [2014-ben SDI Media Hungary](további magyar hang)
- A 40 az új 20 (While We're Young) [2014] – r.: Noah Baumbach 1. magyar változat (szinkron) [Pannonia Sound System Kft.] Fletcher – Adam Horovitz
- Agatha Raisin – A spenótos halálpite (Agatha Raisin: The Quiche of Death) [2014] – r.: Geoffrey Sax 1. magyar változat (szinkron) [2016-ban MAHIR Szinkron Kft.] Wilkes nyomozó – Jason Barnett
- Csajkeverők (The Awkward Moment) [2014] – r.: Tom Gormican 1. magyar változat (szinkron) [2015-ben Mafilm Audio Kft.] Fred – Josh Pais
- Exodus: Istenek és királyok (Exodus: Gods and Kings) [2014] – r.: Ridley Scott 1. magyar változat (szinkron) [2014-ben Mafilm Audio Kft.] Hegep – Ben Mendelsohn
- Gyilkos gimi (Barely Lethal) [2014] – r.: Kyle Newman 2. magyar változat (szinkron) [2015-ben SDI Media Hungary] Mr. Drumm – Dan Fogler
- A hangok (The Voices) [2014] – r.: Marjane Satrapi 1. magyar változat (szinkron) [2015-ben SDI Media Hungary] Tom – Alex Tondowski
- Hogyan rohanj a veszTEDbe (A Million Ways to Die in the West) [2014] – r.: Seth MacFarlane 1. magyar változat (szinkron) [2014-ben Mafilm Audio Kft.] Abraham Lincoln – Gilbert Gottfried
- Kavarás (Blended) [2014] – r.: Frank Coraci 1. magyar változat (szinkron) [2014-ben Mafilm Audio Kft.] Apa a lelátón – Michael Buscemi
- Kókusz Kokó, a kis sárkány (Der kleine Drache Kokosnuss) [2014] – r.: Hubert Weiland, Nina Wels1. magyar változat (szinkron) [2015-ben SDI Media Hungary](további magyar hang)
- Muppet-krimi: Körözés alatt (Muppets Most Wanted) [2014] – r.: James Bobin 1. magyar változat (szinkron) [Mafilm Audio Kft.] Topi maci (hangja) – Eric Jacobson
- Piszkos pénz (The Drop) [2014] – r.: Michaël R. Roskam 1. magyar változat (szinkron) [2014-ben Mafilm Audio Kft.] Torres nyomozó – John Ortiz
- St. Vincent (St. Vincent) [2014] – r.: Theodore Melfi 1. magyar változat (szinkron) [2015-ben Pannonia Sound System Kft.] Mitchell edző – Lenny Venito
- Szabotázs (Sabotage) [2014] – r.: David Ayer1. magyar változat (szinkron) [2014-ben Pannonia Sound System Kft.] Lou Cantrell – Gary Grubbs
- Szex, szerelem, terápia (Tu veux... ou tu veux pas?) [2014] – r.: Tonie Marshall 1. magyar változat (szinkron) [2015-ben Mafilm Audio Kft.] Jacques – Philippe Harel
- Szudán elveszett fiai (The Good Lie) [2014] – r.: Philippe Falardeau 1. magyar változat (szinkron) [2015-ben Masterfilm (Digital) Kft.] Reed – Victor McCay
- Torrente 5. – A kezdő tizenegy (Torrente V: Misión Eurovegas) [2014] – r.: Santiago Segura 1. magyar változat (szinkron) [2015-ben SDI Media Hungary](további magyar hang)
- Transformers: A kihalás kora (Transformers: Age of Extinction) [2014] – r.: Michael Bay 1. magyar változat (szinkron) [2014-ben Mafilm Audio Kft.] Mozibérlő unokája – Patrick Bristow
- Transzsvédita (Vadelmavenepakolainen) [2014] – r.: Leif Lindblom 1. magyar változat (szinkron) [Mafilm Audio Kft.](további magyar hang)
- Backstrom nyomozó 1. rész (Backstrom: Dragon Slayer) [2015] – r.: Mark Mylod 1. magyar változat (szinkron) [2016-ban Subway Studio] Frank Moto – Page Kennedy
- Belle és Sébastien – A kaland folytatódik (Belle et Sébastien, l'aventure continue) [2015] – r.: Christian Duguay 1. magyar változat (szinkron) [2016-ban Mafilm Audio Kft.] René – Fred Epaud
- Blinky Bill – A film (Blinky Bill the Movie) [2015] – r.: Deane Taylor 1. magyar változat (szinkron) [2015-ben Pannonia Sound System Kft.](további magyar hang)
- Az ember, akit Ovénak hívnak (En man som heter Ove) [2015] – r.: Hannes Holm 1. magyar változat (szinkron) [2016-ban Mafilm Audio Kft.] Anders – Fredrik Evers
- Feszültség (Life on the Line) [2015] – r.: David Hackl 1. magyar változat (szinkron) Pok' Chop – Gil Bellows
- Holtpont (Point Break) [2015] – r.: Ericson Core 1. magyar változat (szinkron) [2015-ben Mafilm Audio Kft.](további magyar hang)
- Megtehetek bármit (Absolutely Anything) [2015] – r.: Terry Jones 1. magyar változat (szinkron) [2015-ben Mafilm Audio Kft.] Ray – Sanjeev Bhaskar
- Münó, a holdbéli manó (Mune, le gardien de la lune) [2015] – r.: Alexandre Heboyan, Benoît Philippon 1. magyar változat (szinkron) [2015-ben Pannonia Sound System Kft.] Zucchini (hangja) – Emmanuel Curtil
- Száva – A szív harcosa (Savva. Serdtse voina) [2015] – r.: Maksim Fadeev 1. magyar változat (szinkron) [2015-ben Pannonia Sound System Kft.](további magyar hang)
- Taj Mahal (Taj Mahal) [2015] – r.: Nicolas Saada 1. magyar változat (szinkron) [2016-ban Mafilm Audio Kft.] Pierre – Fred Epaud
- Törtetők (Entourage) [2015] – r.: Doug Ellin 1. magyar változat (szinkron) [2015-ben Mafilm Audio Kft.] Önmaga – Bob Saget
- Vigyázz, mit kívánsz! (Careful What You Wish For) [2015] – r.: Elizabeth Allen Rosenbaum 1. magyar változat (szinkron) Lena ügyvédje – Ross Gallo
- Albert (Albert) [2016] – r.: Max Lang 1. magyar változat (szinkron) [2016-ban SDI Media Hungary] Örökzöld (hangja)
- Állati csetepata (Sheep & Wolves) [2016] – r.: Maxim Volkov, Andrey Galat1. magyar változat (szinkron) [2017-ben SDI Media Hungary](további magyar hang)
- Anyák napja (Mother's Day) [2016] – r.: Garry Marshall 1. magyar változat (szinkron) [2016-ban Pannonia Sound System Kft.] Játékvezető – Kevin Blake
- Beépülve: Az Escobar ügy (The Infiltrator) [2016] – r.: Brad Furman 1. magyar változat (szinkron) [SDI Media Hungary] Javier Ospina – Yul Vazquez
- Florence – A tökéletlen hang (Florence Foster Jenkins) [2016] – r.: Stephen Frears 1. magyar változat (szinkron) [2016-ban Pannonia (Dubbing Solutions Kft.)](további magyar hang)
- A gyilkos markában (A Kind of Murder) [2016] – r.: Andy Goddard 1. magyar változat (szinkron) [2018-ban Direct Dub Studios] Marty Kimmel – Eddie Marsan
- Gyilkos osztag (Sinister Squad) [2016] – r.: Jeremy M. Inman 1. magyar változat (szinkron) [SDI Media Hungary]Tutyi – Aaron Moses, Mutyi – Aaron Moses
- Az ígéret (The Promise) [2016] – r.: Terry George 1. magyar változat (szinkron) [2017-ben Mafilm Audio Kft.](további magyar hang)
- Jöttünk, láttunk, visszamennénk 3. – A forradalom (Les Visiteurs: La Révolution) [2016] – r.: Jean-Marie Poiré 1. magyar változat (szinkron) [2016-ban Pannonia Sound System Kft.] Jean-Paul Marat – Christian Hecq
- Katwe királynője (Queen of Katwe) [2016] – r.: Mira Nair 1. magyar változat (szinkron) [2017-ben Mafilm Audio Kft.]Tendo – Ntare Guma Mbaho Mwine
- Késik a szüret (In Dubious Battle) [2016] – r.: James Franco 1. magyar változat (szinkron) [2017-ben Mafilm Audio Kft.] Connor – Zach Braff
- Megrekedve – I/1. rész (Wrecked: All Is Not Lost) [2016] – r.: James Griffiths 1. magyar változat (szinkron) [Labor Film Szinkronstúdió] Steve – Rhys Darby
- A mélység kalandora (L'odyssée) [2016] – r.: Jérôme Salle 1. magyar változat (szinkron) [2016-ban SDI Media Hungary](további magyar hang)
- A mi emberünk (Our Kind of Traitor) [2016] – r.: Susanna White 1. magyar változat (szinkron) [2016-ban Pannonia (Dubbing Solutions Kft.)]Aubrey Longrigg – Jeremy Northam
- Race – A legendák ideje (Race) [2016] – r.: Stephen Hopkins 1. magyar változat (szinkron) [2016-ban Pannonia (Dubbing Solutions Kft.)](további magyar hang)
- Robinson Crusoe (Robinson Crusoe) [2016] – r.: Vincent Kesteloot, Ben Stassen1. magyar változat (szinkron) [2016-ban Mafilm Audio Kft.](további magyar hang) Tom Cat (hangja) – Kyle Hebert
- Szemfényvesztők 2. (Now You See Me 2) [2016] – r.: Jon M. Chu 1. magyar változat (szinkron) [2016-ban Pannonia (Dubbing Solutions Kft.)](további magyar hang)
- A vád tanúja (The Witness for the Prosecution) [2016] – r.: Julian Jarrold 1. magyar változat (szinkron) [2017-ben Mafilm Audio Kft.] Parslow – Nick Sampson
- Winnetou 1.: Apacsok földjén (Winnetou & Old Shatterhand) [2016] – r.: Philipp Stölzl1. magyar változat (szinkron) [2017-ben Mikroszinkron] Josef Rattler – Jürgen Vogel
- XX. századi nők (20th Century Women) [2016] – r.: Mike Mills 1. magyar változat (szinkron) [2017-ben Mafilm Audio Kft.] Charlie – Waleed Zuaiter
- Büntető ököl (Brawl in Cell Block 99) [2017] – r.: S. Craig Zahler 1. magyar változat (szinkron) [Mafilm Audio Kft.](további magyar hang)
- Doktor Knock (Knock) [2017] – r.: Lorraine Lévy 1. magyar változat (szinkron) [2017-ben Mafilm Audio Kft.] Postás – Christian Hecq
- Dzsungel-mentőakció (Les As de la Jungle) [2017] – r.: David Alaux 1. magyar változat (szinkron) [2017-ben Mafilm Audio Kft.] Pávián (hangja), Hiéna (hangja)
- Én, Tonya (I, Tonya) [2017] – r.: Craig Gillespie 1. magyar változat (szinkron) [Mafilm Audio Kft.](további magyar hang)
- Fülledt utcák – I/2. rész: Mutass, és viríts! (The Deuce: Show and Prove) [2017] – r.: Ernest R. Dickerson 1. magyar változat (szinkron) [2017-ben SDI Media Hungary] Rizzi – Michael Kostroff
- Fülledt utcák – I/4. rész: Villan a pénz (The Deuce: I See Money) [2017] – r.: Alex Hall 1. magyar változat (szinkron) [SDI Media Hungary] Rizzi – Michael Kostroff
- Fülledt utcák – I/5. rész: Használd ki amid van (The Deuce: What Kind of Bad?) [2017] – r.: Uta Briesewitz 1. magyar változat (szinkron) [2017-ben SDI Media Hungary] Rizzi – Michael Kostroff
- Fülledt utcák – I/6. rész: Miért én? (The Deuce: Why Me?) [2017] – r.: Roxann Dawson 1. magyar változat (szinkron) [2017-ben SDI Media Hungary] Rizzi – Michael Kostroff
- Fülledt utcák – I/7. rész: Fű evők és ragadozók (The Deuce: Au Reservoir) [2017] – r.: James Franco 1. magyar változat (szinkron) [2017-ben SDI Media Hungary] Rizzi – Michael Kostroff
- Fülledt utcák – I/8. rész: Az én nevem, Ruby! (The Deuce: My Name Is Ruby) [2017] – r.: Michelle MacLaren 1. magyar változat (szinkron) [2017-ben SDI Media Hungary] Rizzi – Michael Kostroff
- Hatalmas kis hazugságok 1. rész (Big Little Lies: Somebody's Dead) [2017] – r.: Jean-Marc Vallée 1. magyar változat (szinkron) [2017-ben SDI Media Hungary] Nippal igazgató – P.J. Byrne
- Hét nővér (What Happened to Monday) [2017] – r.: Tommy Wirkola 1. magyar változat (szinkron) [2017-ben Mafilm Audio Kft.] Csapatvezető – Vegar Hoel
- Lady Bird (Lady Bird) [2017] – r.: Greta Gerwig 1. magyar változat (szinkron) [Masterfilm (Digital) Kft.] Walther tiszteletes – Bob Stephenson
- Paddington 2. (Paddington 2) [2017] – r.: Paul King 1. magyar változat (szinkron) [2017-ben Pannonia (Dubbing Solutions Kft.)] Phibs – Noah Taylor
- Ricsi, a gólya (A Stork's Journey) [2017] – r.: Toby Genkel, Reza Memari 1. magyar változat (szinkron) [2017-ben Mafilm Audio Kft.](további magyar hang)
- Egy ropi naplója – A nagy kiruccanás (Diary of a Wimpy Kid: The Long Haul) [2017] – r.: David Bowers 1. magyar változat (szinkron) [2017-ben Mafilm Audio Kft.](további magyar hang)
- Scooby-Doo – Hajsza a vadnyugaton (Scooby-Doo! Shaggy's Showdown) [2017] – r.: Matt Peters 1. magyar változat (szinkron) [2016-ban Mafilm Audio Kft.] Szakács (hangja) – Gary Anthony Williams
- Szörnyen boldog család (Happy Family) [2017] – r.: Holger Tappe 1. magyar változat (szinkron) [2017-ben Mafilm Audio Kft.](további magyar hang)
- Tad, az utolsó felfedező (Tadeo Jones 2: El secreto del Rey Midas) [2017] – r.: David Alonso, Enrique Gato 1. magyar változat (szinkron) [2017-ben SDI Media Hungary](további magyar hang)
- Te válassz! (L'embarras du choix) [2017] – r.: Eric Lavaine 1. magyar változat (szinkron) [Mafilm Audio Kft.] Cédric – Arnaud Henriet
- Thor: Ragnarök (Thor: Ragnarok) [2017] – r.: Taika Waititi 1. magyar változat (szinkron) [2017-ben Mafilm Audio Kft.](további magyar hang) Carlo – Stephen Oliver
- Tom és Jerry: Willy Wonka és a csokigyár (Tom and Jerry: Willy Wonka and the Chocolate Factory) [2017] – r.: Spike Brandt 1. magyar változat (szinkron) [2017-ben Pannonia (Dubbing Solutions Kft.)](további magyar hang)
- Az utazás vége (Journey's End) [2017] – r.: Saul Dibb 1. magyar változat (szinkron) [Mafilm Audio Kft.](további magyar hang)
- A víz érintése (The Shape of Water) [2017] – r.: Guillermo del Toro1. magyar változat (szinkron) Cadillac-kereskedő – Dan Lett
- Action Point – Extrém vidámpark (Action Point) [2018] – r.: Tim Kirkby1. magyar változat (szinkron) [2018-ban Mafilm Audio Kft.] Polgármester – Kevin Otto
- Pál, Krisztus apostola (Paul, Apostle of Christ) [2018] – r.: Andrew Hyatt 1. magyar változat (szinkron) [2018-ban Mafilm Audio Kft.](további magyar hang)
- Taxi 5. (Taxi 5) [2018] – r.: Franck Gastambide 1. magyar változat (szinkron) [2018-ban Mafilm Audio Kft.](további magyar hang)
- Terror – I/1. rész: Teljes gőzzel előre (The Terror: Go for Broke) [2018] – r.: Edward Berger 1. magyar változat (szinkron) [2018-ban Mafilm Audio Kft.] Dr. Stanley – Alistair Petrie
- Tűzgyűrű: Lázadás (Pacific Rim: Uprising) [2018] – r.: Steven S. DeKnight 1. magyar változat (szinkron) [2018-ban Mafilm Audio Kft.] Hermann Gottlieb – Burn Gorman
- UFO (UFO) [2018] – r.: Ryan Eslinger 1. magyar változat (szinkron) [2018-ban Mafilm Audio Kft.](további magyar hang)
- Boldog halálnapot! 2. (Happy Death Day 2U) [2019] – r.: Christopher Landon 1. magyar változat (szinkron) [Mafilm Audio Kft.] Roger Bronson dékán – Steve Zissis
- Éretlenségi (Booksmart) [2019] – r.: Olivia Wilde 1. magyar változat (szinkron) [2019-ben Mafilm Audio Kft.] Doug – Will Forte
- Egy háború margójára (The Aftermath) [2019] – r.: James Kent 1. magyar változat (szinkron) [2019-ben Mafilm Audio Kft.] Brook tábornok – Pip Torrens
- Harcos – I/1. rész (Warrior: The Itchy Onion) [2019] – r.: Assaf Bernstein 1. magyar változat (szinkron) [2019-ben SDI Media Hungary] Russell Flannagan rendőrfőnök – David Butler
- Joker (Joker) [2019] – r.: Todd Phillips 1. magyar változat (szinkron) [2019-ben Mafilm Audio Kft.] Hoyt Vaughn – Josh Pais
- NOS4A2 1. rész: A rövidebb út (NOS4A2: The Shorter Way) [2019] – r.: Kari Skogland 1. magyar változat (szinkron) [2019-ben Mafilm Audio Kft.] Bly seriff – Chris McKinney
- NOS4A2 2. rész: Ne legyen úgyok temetője (NOS4A2: The Graveyard of What Might Be) [2019] – r.: Kari Skogland 1. magyar változat (szinkron) [2019-ben Mafilm Audio Kft.] Bly seriff – Chris McKinney
- NOS4A2 3. rész: A gázálarcos férfi (The Gas Mask Man) [2019] – r.: John Shiban 1. magyar változat (szinkron) [2019-ben Mafilm Audio Kft.] Bly seriff – Chris McKinney
- NOS4A2 4. rész: Elaltatlak (The House of Sleep) [2019] – r.: John Shiban 1. magyar változat (szinkron) [2019-ben Mafilm Audio Kft.] Bly seriff – Chris McKinney
- Bagoly brigád (Uhu és pajtásai) – Breki 2. szinkron

## Hangjáték, Rádió
- Petőcz András: Anna, avagy a hipnotizált vadállatok (1996)
- Federico Fellini: Az ideális utazás (2002)
- Mesterházi Márton: Mata Hari - a hírhedett kémnő élete és halála (2004)
- Kawakami, Hiromi: A medvék istene (2007)
- Rejtő Jenő: Csontbrigád (2007)
- Vig Balázs: Három bajusz gazdát keres (2012)
- Egressy Zoltán: Idősutazás (2013)
- Gion Nándor: Műfogsor az égből (2013)
- Mikszáth Kálmán: Jasztrabék pusztulása (2013)
- Nagy András: Camille (2013)
- Nagy Koppány Zsolt: Amelyben Ekler Ágostra emlékezünk (2013)
- Illyés Gyula: Ítélet előtt (2014)
- Jókai Anna: Éhes élet (2014)
- Kalász Márton: Tizedelőcédulák (2014)
- Kötter Tamás: Rablóhalak (2014)
- Markovits Rodion: Az aranyvonat (2014)
- Méhes György: Kolozsvári milliomosok (2014)
- Mészöly Miklós: Megbocsátás (2014)
- Móricz Zsigmond: Erdély (2014)
- Rejtő Jenő: A néma revolverek városa (2014)
- Babiczky Tibor: Magas tenger (2015)
- Federico Fellini-Ruggero Maccari: Akarsz velem álmodni? (2015)
- Hász Róbert: A Vénusz vonulása (2015)
- Rejtő Jenő: Vesztegzár a Grand Hotelben (2015)
- Móricz Zsigmond: A nagy fejedelem (2016)
- Rejtő Jenő: A tizennégy karátos autó (2016)
- Grendel Lajos: Einstein harangjai (2017)
- Kosztolányi Dezső: Városi történetek az 1900-as évekből (2018)
- Kosztolányi Dezső: Városi történetek az 1910-es évekből (2018)
- Kosztolányi Dezső: Városi történetek az 1920-as évekből (2018)
- Czető Bernát László: Túloldali történetek (2019)
- Rejtő Jenő: A megkerült cirkáló (2019)
- Babits Mihály: A gólyakalifa (2020)
- Domonyi Rita: Tündérbodár (2020)
- Fekete István: Ballagó idő (2020)
- Kaffka Margit: Színek és évek (2021)
- Babits Mihály: Egy biztos nyár
- Mikszáth Kálmán: A zöld légy és a sárga mókus ( 2013 )
- Nagy Koppány Zsolt: Jozefát Úr ( 2015 )
- Nagy Endre: A kabaré regénye ( 2018 )
- Pozsgai Zsolt: Mecseki láthatatlanok ( 2016 )
- Raymond Carver: Novellák
- Rejtő Jenő: Az elveszett cirkáló ( 2014 )
- Rejtő Jenő: Piszkos Fred, a kapitány ( 2017 )
- Rejtő Jenő: Piszkos Fred közbelép, Fülig Jimmy őszinte sajnálatára ( 2018 )
- Rejtő Jenő: A fekete kapitány ( 2017 )
- Rejtő Jenő: Az előretolt helyőrség ( 2020 )
- Rejtő Jenő: A három testőr Afrikában
- Rejtő Jenő: Bedekker csavargók számára ( 2018 )
- Rejtő Jenő: Megyek Párizsba, ahol még egyszer sem haldokoltam ( 2017 )
- Rejtő Jenő: A boszorkánymester ( 2020 )
- Rejtő Jenő: Ezen egy éjszaka ( 2020 )
- Rejtő Jenő: "Haláli" kisregények ( 2022 )
- Végel László: Neoplanta ( 2016 )
- Fridély László: Apponyitól Wilsonig (2015)
- B. Török Fruzsina: Elvarázsolt zenekar (2015)
- Vörös István: Baudelaire Nagykőrösön (2015)
- Móricz Zsigmond: A nagy fejedelem (2015)
- Móricz Zsigmond: A nap árnyéka (2019)
- Zágoni Balázs: Liliom és Rózsa (2016)
- Lénárd Sándor: Római történetek (korábban: Író a világ végén) (2016)
- Berg Judit: Rumini Zúzmaragyarmaton (2017)
- Páskándi Géza: A királylány bajusza (2017)
- Krúdy Gyula: A bankócsináló költő (2023)
- Sík Sándor: István király ( 2024 )
- Szent II. János Pál: Emlékezet és azonosság ( 2024 )

## Díjai
- Jászai Mari-díj (2022)[4]
- Karinthy-gyűrű (2018)
- I.THÁLIA Humorfesztivál – Legjobb előadó (A Szomszédnéni odaát van) (2013)
- II. Magyar Teátrum Nyári Fesztivál- Vízi Szarvas-Díj, a legjobb mellékszereplőnek a Meseautóban nyújtott alakításért (2013)
- Ábrahám István-díj – a legjobb színésznek a közönség szavazatai alapján (Miskolci Nemzeti Színház) (2012)
- Ábrahám István-díj – a legjobb színésznek a közönség szavazatai alapján (Miskolci Nemzeti Színház) (2011)
- Miskolci Páholy Díja – az "Őrült nők ketrecé"-ben nyújtott alakításért (2010)
- Bonbon-díj (2008)
- Őze Lajos-díj  (Gyulai Várszínház) (2007)
- Bodex-gyűrű (társulat szavazatai alapján, Szolnoki Szigligeti Színház) (1999)
- Évad alakítása díj: Mágnás Miska (a nézők szavazatai alapján, Szolnoki Szigligeti Színház) (1999)
- Magyar Rádió Miskolci Körzeti Stúdiója: Thália csillaga díj (1997)
- Legjobb epizodista, legjobb színész (társulat szavazatai alapján, Miskolci Nemzeti Színház) (1997)
- Legjobb színész (nézők szavazata alapján, Miskolci Nemzeti Színház) (1997)